# Ceratotrochus
Genre
Ceratotrochus est un genre de coraux durs de la famille des Caryophylliidae.

## Liste d'espèces
| Selon World Register of Marine Species (27 juin 2015) : Selon World Register of Marine Species (16 septembre 2015) : - Ceratotrochus franciscana Durham & Barnard, 1952 - Ceratotrochus laxus Vaughan, 1907 - Ceratotrochus magnaghii Cecchini, 1914 - Ceratotrochus multiserialis (Michelotti, 1838) † | Selon ITIS (27 juin 2015) : Selon ITIS (16 septembre 2015) : - Ceratotrochus franciscana Durham & Barnard, 1952 - Ceratotrochus laxus Vaughan, 1907 - Ceratotrochus magnaghii Cecchini, 1914 |